# La calma del bosco
La calma del bosco (in ceco: Klid, nota anche col titolo in inglese Silent Woods) è una composizione di Antonín Dvořák, inizialmente pubblicata con il titolo tedesco Waldesruhe, che è la quinta parte del ciclo per pianoforte a quattro mani Dalla foresta Boema (Ze Šumavy) Op. 68 / B. 133, composto nel 1883. La composizione venne anche trascritta dal compositore per violoncello e pianoforte (B. 173) e per violoncello ed orchestra (B. 182).
La stesura originale, Op. 68, avvenne nel 1883 su richiesta di Fritz Simrock. Famoso per i suoi arrangiamenti di opere popolari per altri strumenti, nel dicembre del 1891 Dvořák arrangiò il quinto pezzo per violoncello e pianoforte, in occasione di un tour di addio che preparò con il violinista Ferdinand Lachner ed il violoncellista Hanus Wihan, prima di salpare per il Nuovo Mondo, nei primi mesi del 1892. L'arrangiamento raggiunse così tanta fama che Dvořák fece un nuovo arrangiamento per violoncello ed orchestra il 28 ottobre del 1893. Gli arrangiamenti furono prima pubblicati intorno alla fine del 1894 da Fritz Simrock, che cambiò il titolo tedesco scelto da Dvořák - Die Ruhe (The Silence) - in Waldesruhe (Silent Woods).
Come gli altri brani dell'Op. 68, Silent Woods è un pezzo lirico che nasce con tempo Lento e molto cantabile per l'introduzione, un tema sognante in Re  bemolle maggiore, ripreso (Lento. Tempo I) dopo un intermezzo (Un pochettino più  mosso) in Do  diesis minore.